# Lingue samoiede
Le lingue samoiede sono un gruppo di lingue uraliche parlate nella Federazione Russa.

## Distribuzione geografica
Secondo l'edizione 2009 di Ethnologue, le lingue samoiede sono parlate nella parte asiatica della Federazione Russa da circa 33.000 persone. La più diffusa è la lingua nenets, parlata da 31.300 persone; seguono la lingua selcupa con 1640 locutori e la lingua nganasan con 500. Le due lingue enets sono in via di estinzione, avendo complessivamente una trentina di locutori. La lingua kamassina e la lingua mator sono ritenute estinte.

## Classificazione
Secondo l'edizione 2009 di Ethnologue, la classificazione delle lingue samoiede è la seguente:
- Lingue uraliche
  - Lingue samoiede
    - Lingue samoiede settentrionali
      - Lingua enets della foresta[9][10]  [codice ISO 639-3 enf]
      - Lingua enets della tundra[9][10] [enh]

    - Lingua nenets o juraca[9] [yrk]
    - Lingua nganasan[9][10] [nio]
    - Lingua selcupa[9] o selkup[10] [sel]

A queste va aggiunta la lingua mator (estinta nel XIX secolo) e la lingua kamassina [xas] (estinta solo negli anni 60).

## Sistema di scrittura
Per la scrittura viene usato l'alfabeto cirillico.